# Delikty zbiorowe
Delikt zbiorowy  – czyn zabroniony, na skutek którego szkody doznaje grupa podmiotów.
Delikt to pojęcie prawnicze, które oznacza czyn niedozwolony, przewinienie, a za jego popełnienie grozi przewidziana sankcja. Pojęcie deliktu jest zróżnicowane w odniesieniu do różnych gałęzi prawa. Początki tego terminu sięgają starożytnego Rzymu, w którym już wtedy wyróżniano przewinienia dotyczące sfery publicznej i sfery prywatnej.
Sformułowanie delikt zbiorowy nie posiada legalnej definicji w doktrynie, natomiast istnieje pogląd, że delikt zbiorowy zachodzi w sytuacji, w których z powodu jednego zdarzenia, które jest czynem zabronionym powstaje wiele roszczeń.

## Delikt zbiorowy a pozew grupowy
Pomimo tego, że w polskim systemie prawnym termin delikt zbiorowy nie jest często spotykany, to jego pewnych cech można doszukiwać się w tzw. pozwie zbiorowym. Pojęcia te należy od siebie odróżniać, gdyż wniesienie pozwu zbiorowego to metoda administracyjnego ułatwienia rozwiązywania kwestii deliktów zbiorowych. Zatem pozwy zbiorowe w pewien sposób zawierają się w pojęciu deliktów zbiorowych i stanowią ich pewną cześć. Dochodzenie roszczeń w drodze złożenia pozwu zbiorowego ma zazwyczaj źródło w naruszeniu praw konsumenta lub praw pracowników. Wielu poszkodowanych decyduje się na dochodzenie roszczeń pozwem zbiorowym, z uwagi na niższą opłatę sądową i możliwość rozłożenia kosztów na poszczególnych uczestników postępowania.

## Efektywność w dochodzeniu roszczeń z deliktu zbiorowego
Instytucja deliktu zbiorowego istnieje w Stanach Zjednoczonych. Według R. Cootera, system odpowiedzialności deliktowej w XXIw. nie zapewnia dostatecznej efektywności co przekłada się na brak pożądanych rezultatów w sprawach, w których poszkodowani występują z roszczeniem wynikającym z deliktu zbiorowego. Cooter uważa również, że zwiększenie efektywności sądów w takich sprawach może stanowić klucz do zauważalnego wzrostu bezpieczeństwa, bez ponoszenia znaczących kosztów. Pod koniec ubiegłego wieku zaczęto szukać innowacyjnych rozwiązań, które pozwoliłyby osiągnąć odpowiedni system zasądzania w sprawach z deliktu zbiorowego. Rozwiązania takie nasuwają się przede wszystkim na podstawie stanów faktycznych, które są podstawą do dochodzenia roszczenia. W tym miejscu można przytoczyć sprawę pokrycia budynków azbestem w Stanach Zjednoczonych. Poprzez szkodliwe oddziaływanie substancji znajdujących się w tym materiale, wielu pracowników fabryk zostało narażonych na uszczerbek zdrowia, a po wielu latach nawet na śmierć. Skutki działania zawartych w azbeście substancji mogą ujawnić się dopiero po kilkudziesięciu latach. Mimo tego, że wielu poszkodowanych wystąpiło z powództwem z reżimu deliktu zbiorowego, to w efekcie nie osiągnięto założonego skutku, gdyż na procesy związane z azbestem do 2009 roku wydano ponad 50 mld USD, a mogą osiągnąć kwotę w wysokości nawet do 250 mld USD. Większość z tych kwot stanowią koszty transakcyjne, przez co tracą sami poszkodowani w sprawie. W przytoczonych stanach faktycznych, poszkodowani nie uzyskali pełnej kompensacji.
Głównymi przejawami niesprawiedliwości w systemie deliktów zbiorowych jest m.in. znaczna różnica w wysokości odszkodowań przyznawanych w przypadku takiej samej szkody w różnych krajach o podobnym poziomie bogactwa, a także problemy udowodnienia związku przyczynowego. Taki problem uwidocznił się głównie w sprawie dotyczącej leków DES. Lek ten był stosowany w połowie dwudziestego wieku kobietom ciężarnym, w celu ochrony przed poronieniem, a jak potem się okazało wywoływał choroby narządów płciowych u córek tychże kobiet. Efekty podawania tego leku, było zatem widać dopiero po wielu latach. Z uwagi na to wykazanie związku przyczynowego było bardzo trudne, a wręcz niemożliwe. Na podstawie tego stanu faktycznego wydano orzeczenie, które ukazało innowacyjne rozwiązanie w tego typu sprawach. Niemożliwość wykazania winy po stronie konkretnego producenta Sąd Najwyższy uznał „odpowiedzialność producentów leków DES według udziału w rynku w ówczesnym czasie”.